# Claude Rouer
Claude Paul Lucien Rouer (ur. 25 października 1929 w Paryżu, zm. 23 lipca 2021 w Villeneuve-Saint-Georges) – francuski kolarz szosowy, brązowy medalista olimpijski.

## Kariera
Największy sukces w karierze osiągnął w 1952 roku, kiedy wspólnie z Jacques’em Anquetilem i Alfredem Tonello zdobył brązowy medal w drużynowym wyścigu ze startu wspólnego podczas igrzysk olimpijskich w Helsinkach. Był to jedyny medal wywalczony przez Rouera na międzynarodowej imprezie tej rangi. Na tych samych igrzyskach Francuz został sklasyfikowany na 23. pozycji w rywalizacji indywidualnej. Ponadto w 1951 roku zajął trzecie miejsce w klasyfikacji generalnej Tour de la Manche, a rok później był drugi w wyścigu Manx International. W 1952 roku zdobył również srebrny medal szosowych mistrzostw Francji w indywidualnym wyścigu ze startu wspólnego amatorów. Nigdy nie zdobył medalu na szosowych mistrzostwach świata.